# Музей Голокосту (Одеса)
Музей Голокосту в Одесі (англ. Holocaust Museum in Odessa) — музей в Одесі, присвячений пам'яті жертв Голокосту, в основі створення якого лежать події геноциду єврейського населення на території Трансністрії (території, що знаходилася з 1941 по 1943 роки під юрисдикцією Румунського королівства, займаючи Одеську, Миколаївську й частину Вінницької областей).

## Історія
Ідея створити музей Голокосту в Одесі виникла в 1995 році. Ініціатор: Президент асоціації «Україна — Ізраїль», колишній в'язень концтабору в Доманівці Дмитро Гутахов і колишній в'язень нацизму, Нильва Юхим.
Перший голова Міжнародної організації колишніх в'язнів гетто й концтаборів, колишній в'язень Доманівського гетто Сушон Леонід Петрович ідею підтримав. Минуло 14 років, і голосуванням Ради Одеської регіональної асоціації євреїв, колишніх в'язнів гетто й нацистських концтаборів, було прийнято рішення про відкриття музею (голова асоціації — Шварцман Роман Маркович).
Офіційне відкриття музею Голокосту в Одесі (Holocaust Museum in Odessa) відбулося 22 червня 2009 року. Дата відкриття символічна: саме цього дня, 22 червня 1941 року почалася німецько-радянська війна.
За рішенням Ради Одеської регіональної асоціації євреїв, колишніх в'язнів гетто й нацистських концтаборів, першим директором музею був призначений Сабуліс Віктор Францевич.
Президент асоціації «Україна — Ізраїль» Дмитро Гутахов, у день відкриття музею відмітив: «Цей музей в Одесі — важлива віха на шляху пам'яті».

## Експонати та виставки
Спочатку в двох залах музею було виставлено приблизно півтори тисячі експонатів, що принесені свідками того часу, колишніми в'язнями-євреями. Усі експонати оригінальні: фотографії, документи, планшети, витяги з різних публікацій, накази окупаційної влади, документальні фотоматеріали, реліквії. Особливо обтяжливе враження справляє мотузка, на якій нацистами була повішена молода дівчина. Її віддав у музей чоловік, що на той час був хлопчиком, закоханим в ту дівчинку…
Значна частина матеріалів експозиції передана музею з Чикаго (США), нині покійним вихідцем із Одеси, колишнім в'язнем гетто Левом Думером.
Павло Юхимович Козленко є автором концепції музею та визначив вектор його розвитку.
Через декілька років після відкриття музей перетворився на двоповерховий комплекс, у складі якого науково-дослідна бібліотека, навчальний центр і меморіальний простір. У бібліотеці представлена література, що пов'язана з історією Голокосту, історичні документи, артефакти, особисті фотографії, відеоісторія.
Постійна виставка охоплює п'ять залів музею:
- зал, де експозиція дає загальне уявлення про Холокост; де представлена історія окупації Європи нацистами, а після й Одеської області. Відео-карта Трансністрії, на якій позначені табори смерті, трудові табори й гетто;
- зал, де йде мова про долю євреїв Одеси і Трансністрії;
- зал, що розповідає про типове життя довоєнної єврейської сім'ї в невеликому місті (Штетл);
- зал «Військові єврейської національності в Червоній Армії»;
- зал Праведників Народів Світу. Тут розташовані фотографії, нагороди, особисті речі Праведників Народів Світу Одеської області — людей не єврейської національності, які рятували євреїв.

Окремо — зал Перемоги. Тут розташовані фотографії військових: офіцерів, моряків, героїв СРСР, що брали участь у вигнані нацистських окупантів з Одеського регіону в роки Другої світової війни.
На додаток до постійної експозиції музей пропонує аудіо- і відео-інтерв'ю, меморіальну кімнату.
У музеї також представлені пересувні виставки, де можна побачити румунських, ромських, болгарських євреїв, колишніх в'язнів гетто й концтаборів.
До 75-ї річниці окупації Одеси в роки Другої світової війни в музеї Голокосту презентували виставку «Документи періоду румунської окупації Одеси 1941—1944 рр. з фондів ГАОО».
У січні 2012 року, в Міжнародний день пам'яті жертв Голокосту відбулося відкриття виставки фотографій під назвою «Голокост в граніті». Виставка присвячена трагічній долі євреїв Одеси, Бессарабії та Буковини, знищених румунськими окупантами в 1941—1944 на території між Південним Бугом і Дністром. Автор виставки Павло Козленко. Фотографії, що стали підставою для виставки, були взяті з експедицій, які були проведені в період із 2011-2012 рр. Експедиції є частиною великого довгострокового проекту, організованого Одеським музеєм Голокосту. Експедиції проводились за фінансової підтримки БФ Пам'яті жертв нацизму..
У 2017 році в колекції музею з'явилася міні-діорама «Гетто в Трансністрії». Діорама зображує єврейське гетто в Одеській Слобідці, яке було засновано окупантами в 1942 році. У ній майже 90 фігурок, масштаб котрих зменшено у 35 разів від натурального розміру. Ідея створити діаграми належить Павлу Козленко, виконав одеський майстер-моделіст Євгеній Капука.

## Цілі й завдання роботи музею
Організатори музею визначили головну мету в роботі музею: зібрати, зберегти та донести до майбутніх поколінь історію про цю безпрецедентну трагедію. Зберегти пам'ять про тих, хто страждав, виховати нове покоління молодих людей, які зможуть і далі протистояти, і не допустити появи нацизму.
Едуард Долінський, генеральний директор Українського єврейського комітету звернувся до всіх із такими словами: «Головна місія музею — просувати знання про Голокост, зберігати пам'ять про жертви та заохочувати відображення моральних і духовних питань, поставлених Голокостом, за часів якого 6 мільйонів євреїв було убито нацистами»

Голова Асоціації колишніх в'язнів концтаборів і гетто Роман Шварцман відмітив: «Цей музей повинен стати школою, університетом для молоді, для того, щоб вони розуміли, що таке Голокост». На теперішній час у музеї представлені більше ніж 4 тисячі експонатів. За декілька років з моменту відкриття, музей відвідало близько 20 тисяч чоловік із різних країн світу: посли, дипломати, керівники міста й області, студенти і школярі, просто люди, які пам'ятають або хочуть дізнатися про ту страшну трагедію, що називається Голокост.

## Музей сьогодні
Автор проєкту інформаційно-історичного довідника «Географія Катастрофи», кандидат філософських наук, директор Одеського музею Голокосту Павло Юхимович Козленко відмітив: «Нас цікавить соціально-культурний аспект цієї проблеми. Ми хочемо показати, як люди в таких умовах змогли не втратити людське обличчя».
За допомогою Одеської регіональної асоціації євреїв, колишніх в'язнів гетто й нацистських концтаборів, Павло Козленко створив нову концепцію музею та створив нові експозиції, які й складають сьогодні музей, максимально зручну та зрозумілу для відвідувачів музею.

### Формування фондів музею
Відповідно до головних завдань концепцією в роботі музею є формування фондів таким чином:
- Зародження нацизму
- Початок Другої світової війни
- Оборона міста Одеси
- Окупація міста Одеси
- Створення Трансністрії
- Табори й Гетто Трансністрії
- Єврейський опір на окупованих територіях Трансністрії
- Місця масових розстрілів євреїв Трансністрії
- Чорні книги пам'яті загиблих у таборах і Гетто Трансністрії
- Визволення Одеси та в'язнів Трансністрії
- Праведники народів світу
- Нюрнберзький процес
- Бухарестський студентський рух (1956)
- Документи, спогади, особисті речі в'язнів Трансністрії
- В'язні Трансністрії на фронтах Другої світової війни

### Робота музею за певними напрямами
1. Висвітлення діяльності асоціації євреїв, у минулому — в'язнів гетто й нацистських концтаборів Одеського регіону.
2. Комплектування бібліотечних фондів музею Голокосту.
3. Науково-дослідницька робота в межах завдань роботи музею.
4. Екскурсійна та лекційна діяльність.
5. Зустрічі в'язнів, які пережили трагедію Голокосту.
6. Творчі зустрічі, презентації книг, показ фільмів за темами, пов'язаними з трагедією Голокосту.
7. Складання списків загиблих, виявлення місць масового знищення євреїв у період Великої Вітчизняної війни на території Трансністрії.
8. Випуск «дайджесту» з теми «Музей Голокосту розповідає».